# Taygetis fatua
Taygetis fatua är en fjärilsart som beskrevs av Jacob Hübner 1816. Taygetis fatua ingår i släktet Taygetis och familjen praktfjärilar. Inga underarter finns listade i Catalogue of Life.